# Мистер Негатив
Ми́стер Негати́в (англ. Mister Negative) — вымышленный суперзлодей американских комиксов, издаваемых Marvel Comics. Персонаж был создан Дэном Слоттом и Филом Хименесом и впервые появился в рассказе «Swing Shift», опубликованном в Free Comic Book Day: The Amazing Spider-Man #1 (май, 2007). Имя «Мистер Негатив» является отсылкой к фотографическому негативу, поскольку цвета его кожи, волос и костюма инвертируются, когда он превращается в своё альтер эго.
Первоначально китайский гангстер и торговец людьми, чьё настоящее имя так и не было раскрыто, человек, ставший Мистером Негативом, был захвачен криминальным боссом Сильвермейном, чтобы вместе с будущим Плащом и Кинжалом стать подопытным для экспериментальной процедуры с использованием синтетического наркотика, созданного Саймоном Маршаллом. Эксперимент дал герою контроль над Тёмной и Светлой силой и привёл к созданию двух полярно противоположных личностей: Мистера Позити́ва, выдающего себя за благожелательного и доброго филантропа по имени Ма́ртин Ли, который впоследствии основал проект F.E.A.S.T. как средство помощи бездомным людям; и безжалостного криминального авторитета Мистера Негатива, возглавляющего банду Внутренних Демонов в попытке захватить криминальный мир Нью-Йорка. Первоначально персонаж изображался страдающим диссоциативным расстройством личности, когда одна личность не сохраняет воспоминания другой, но позже было показано, что обе личности полностью осознают существование друг друга.
С момента своего появления персонаж был адаптирован для нескольких видов СМИ за пределами комиксов, включая анимационные сериалы и видеоигры.

## История публикаций
Созданный Дэном Слоттом и Филом Хименесом, Мистер Негатив впервые появился в «Swing Shift», истории из Free Comic Book Day: The Amazing Spider-Man #1 (2007), действие которого происходило сразу после сюжетной линии «Spider-Man: One More Day». Затем Мистер Негатив появился в The Amazing Spider-Man #546 (январь 2008 г.), первом выпуске продолжения сюжетной арки «Brand New Day».

## Вымышленная биография персонажа
Мартин Ли представлен с предысторией нелегального китайского иммигранта из провинции Фуцзянь, который пытался перебраться в Америку, чтобы быть со своей женой. Его транспортное средство, «Золотая гора», было невольничьим судном, которым управляла банда Змееголового, чтобы продавать пленников из Фуцзяни в качестве заморских рабов в Кении. Во время шторма команда корабля эвакуировалась, оставив невольников одних добираться до берегов Нью-Йорка. Ли был единственным выжившим и провёл последующие годы, сколотив большое состояние и посвятив себя помощи менее удачливым людям.
Позже выясняется, что эта история в некоторой степени ложная, хотя об этом знает только сам Мистер Негатив. Выясняется, что Мистер Негатив на самом деле был одним из членов экипажа «Золотой горы». Когда корабль едва не разбился о берега Нью-Йорка, он украл личность одного из погибших фуцзяньских рабов (настоящего Мартина Ли), который направлялся в Америку по вышеупомянутым причинам. В конце концов этот член банды был схвачен магом Доном и Сильвермейном и подвергнут опытам с синтетическим наркотиком, созданным магом-химиком Саймоном Маршаллом, который мог быть более сильным, чем героин. Он сбежал с помощью двух других заключённых, участвовавших в эксперименте, и вскоре обрёл две личности — добродушного Мартина Ли и злодея Мистера Негатива, последний из которых обладал способностью генерировать чёрную электрическую энергию, которую можно было использовать для исцеления, контроля над другими или заряжать предметы своим прикосновением. Мистер Негатив посвятил себя тому, чтобы стать криминальным королём Чайнатауна, в то время как Мартин Ли пытается управлять центром F.E.A.S.T. со смирением.
Мартин Ли открывает и управляет столовой в Чайнатауне — проектом F.E.A.S.T. (Food, Emergency Aid, Shelter and Training), где волонтёром работает Мэй — тётя Питера Паркера. Ни Питер, ни Мэй не знают о двойной личности Ли, который является криминальным боссом Чайнатауна под именем Мистер Негатив. Несмотря на то, что Ли — криминальный босс, он кажется добрым и щедрым человеком. Проект F.E.A.S.T. продемонстрировал способность исцелять людей с различными заболеваниями, хотя причина этого исцеления до сих пор не раскрыта.
В первой истории сюжетной линии «Brand New Day» Мистер Негатив впервые вступает в конфликт с Человеком-пауком, когда пытается захватить власть над преступным миром Нью-Йорка, пытаясь уничтожить всех членов преступных семей Карнелли и Маджиа с помощью биологического оружия, специфического для ДНК, под названием «Дыхание дьявола». В обмен на то, что дети семьи Магги останутся в живых, он берёт образец крови Человека-паука, чтобы использовать его в формуле «Дыхания Дьявола». Позже Мистер Негатив пытается использовать формулу «Дыхания Дьявола», чтобы убить Человека-паука во время схватки с Магги, но Человеку-пауку удаётся задержать дыхание достаточно долго, чтобы спастись и остаться вживых. Затем Человек-паук нанимает Чёрную кошку, чтобы та помогла выкрасть оставшуюся кровь Человека-паука у Мистера Негатива и заменить её пузырьком свиной крови, чтобы Мистер Негатив не узнал о своей потере.
Мартин Ли поддерживает кандидатуру Билла Холлистера на пост мэра Нью-Йорка, выставляя его против Рэндалла Крауна, добавляя его в список противников. Это также приводит к тому, что он становится объектом клеветнической кампании Декстера Беннета, редактора газеты The Daily Bugle и сторонника Крауна. После того, как выясняется, что Менейс — дочь Холлистера, и Холлистер уходит с поста мэра, Ли безуспешно участвует в специальных выборах, проиграв Дж. Джоне Джеймсону.
Позже Мистер Негатив вербует Кувалду и предлагает поместить его мозг в новый роботизированный адамантиевый скелет после того, как Underworld выстрелил ему в голову. Кувалда соглашается, и Мистер Негатив поручает своему хирургу доктору Трамме провести операцию.
Мистер Негатив в конце концов сталкивается с Эдди Броком, давая работу в своей столовой. Его прикосновение заставляет раковые клетки Брока полностью исчезнуть. Кроме того, остатки симбионта Венома, слитые с лейкоцитами Брока, реагируют с силой Мистера Негатива, вызывая появление Анти-Венома во время конфликта с Мак Гарганом, носителем симбионта Венома. После того как центр F.E.A.S.T был разрушен во время схватки между ними, Ли узнаёт от группы рабочих потогонного цеха (из магазина, принадлежащего Кроуну), что над ними проводились эксперименты с наркотиками, изготовленными в «Озкорпе». Позже Мистер Негатив и его Внутренние Демоны сталкиваются с Анти-Веномом и сражаются с ним. После этого Брок наблюдает, как Мистер Негатив превращается в Ли, впервые осознав свою двойную сущность.

## Вне комиксов

### Мультсериалы
- Версия Мистера Негатива, вдохновленная реальностью Marvel Noir, появляется в эпизоде «Возвращение в Паучью Вселенную: Часть 3» мультсериала «Великий Человек-паук» 2012 года, где его озвучил Кеон Янг[17]. Здесь он является приспешником Кувалды до того момента, пока не приобретает способность обращать в камень всё, к чему прикоснётся. Услышав, как «основной» Человек-паук называет Нуарного Человека-паука «Мистер Негатив», Ли забирает это прозвище себе и использует новообретённые способности на своём боссе и банде Джо Фиксита, прежде чем переманить оставшихся членов банды Кувалды на свою сторону. В конечном итоге, он потерпел поражение от Людей-пауков и Фиксита, которые лишают его сил и возвращают всех обращённых в камень людей в нормальное состояние.
- Мистер Негатив появляется в эпизоде «Совершенно новый день» мультсериала «Человек-паук» 2017 года, где его озвучил Эрик Бауза[17]. Человек-паук сражается с Мистером Негативом и его Внутренними Демонами, пока в противостояние не вмешивается Расплавленный человек, однако супергерою удаётся победить обоих злодеев, которые впоследствии попадают в тюрьму.

### Видеоигры
- Мистер Негатив является одним из игровых персонажей в Marvel: Contest of Champions.
- Мистер Негатив был добавлен в игру Lego Marvel Super Heroes 2 в DLC «Плащ и Кинжал»[18].
- Стивен Ойонг озвучил Мистера Негатива в игре Spider-Man 2018 года[19], где он выступает одним из боссов. Как Мартин Ли, он является доброжелательным руководителем приюта для бездомных под названием П.И.Р., а также начальником Мэй Паркер. Последняя восхищает его своей самоотверженностью, а её племянник Питер — преданностью. Как Мистер Негатив, он предстаёт безжалостным лидером банды преступников в масках, называемых Внутренними Демонами, некоторые из которых обладают частью его сил. Мистер Негатив стремится завоевать территорию Кингпина после поражения криминального авторитета от рук Человека-паука. Ко всему прочему, Ли стремится отомстить мэру Норману Осборну, который использовал его в качестве подопытного для вируса «Дыхание Дьявола», когда Мартин был ребёнком. В результате эксперимента, Мартин обрёл суперспособности, однако, потеряв контроль над собой, убил обоих родителей. Человек-паук останавливает Ли и того заключают в тюрьму Рафт, однако, некоторое время спустя, его освобождает Отто Октавиус. Мистер Негатив присоединяется к Зловещей шестёрке Октавиуса, чтобы помочь ему отомстить Озборну, а также украсть противоядие от «Дыхания Дьявола» после того, как Октавиус выпустит вирус в Нью-Йорке. Тем не менее, Мистер Негатив проигрывает Человеку-пауку во второй раз, после чего Октавиус презрительно отбрасывает его в сторону, посчитав бесполезным, прежде чем сбежать с Озборном и противоядием.
- Мистер Негатив появится в игре Spider-Man 2 (2023)[20].

## Коллекционные издания
| Название                                                   | Материал | Дата публикации  | ISBN           |
| ---------------------------------------------------------- | --- | ---------------- | -------------- |
| Dark Reign: The Underside                                  | Dark Reign: Mister Negative #1-3 и Dark Reign: Lethal Legion #1-3, Dark Reign: Zodiac #1-3, Dark Reign: Made Men                                                                                      | 23 декабря, 2009 | 978-0785141600 |
| Dark Reign: Mister Negative                                | Dark Reign: Mister Negative #1-3 | 25 марта, 2010   | 978-0785141648 |
| Spider-Man: Brand New Day — The Complete Collection Vol. 4 | Dark Reign: Mister Negative #1-3 и Amazing Spider-Man #592-601 и Annual #36, Spider-Man: The Short Halloween, Amazing Spider-Man: American Son Sketchbook и материалы из Amazing Spider-Man Family #7 | 20 декабря, 2017 | 978-1302907990 |